# Taekwondo-Weltmeisterschaften 1989
Die 9. Taekwondo-Weltmeisterschaft 1989 fand vom 9. bis 14. Oktober 1989 in der südkoreanischen Hauptstadt Seoul statt. Seoul richtete damit bereits zum vierten Mal eine Taekwondo-Weltmeisterschaft aus.
Insgesamt wurden 16 Wettbewerbe in unterschiedlichen Gewichtsklassen ausgetragen, jeweils acht für Männer und Frauen. 446 Athleten aus 59 Nationen, darunter 310 Männer und 136 Frauen, nahmen an den Wettbewerben teil.

## Ergebnisse

### Männer
| Gewichtsklasse | Gold              | Silber              | Bronze               |
| -------------- | ----------------- | ------------------- | -------------------- |
| - 50 kg        | Kwon Tae-ho       | Chang Jung-san      | Juan Murillo         |
| - 50 kg        | Kwon Tae-ho       | Chang Jung-san      | Harun Ates           |
| - 54 kg        | Kim Cheol-Ho      | Turgut Ucan         | Fariborz Danesh      |
| - 54 kg        | Kim Cheol-Ho      | Turgut Ucan         | Salb Abdel Hamid     |
| - 58 kg        | Ham Jun           | Domenico D’Alise    | Christian Herberth   |
| - 58 kg        | Ham Jun           | Domenico D’Alise    | Abdullah Al-Nagrany  |
| - 64 kg        | Jang Hyuk         | Hubert Sinegre      | Musa Çiçek           |
| - 64 kg        | Jang Hyuk         | Hubert Sinegre      | Dhanaraj Rassiah     |
| - 70 kg        | Yang Dae-seung    | Nusret Ramazanoglu  | Jae-Hoon Lee         |
| - 70 kg        | Yang Dae-seung    | Nusret Ramazanoglu  | Joseph Rocamora      |
| - 76 kg        | Lee Hyun-suk      | Humberto Norambuena | Dante Pena           |
| - 76 kg        | Lee Hyun-suk      | Humberto Norambuena | Khaled Mahmoud Fawzi |
| - 83 kg        | Jeong Yong-suk    | Renzo Zenteno       | Hassan Zahedi        |
| - 83 kg        | Jeong Yong-suk    | Renzo Zenteno       | Jari Kaila           |
| + 83 kg        | Christian Pacheco | Choi Sang-jin       | Victor Bateman       |
| + 83 kg        | Christian Pacheco | Choi Sang-jin       | Farzad Zarakhsh      |

### Frauen
| Gewichtsklasse | Gold          | Silber           | Bronze           |
| -------------- | ------------- | ---------------- | ---------------- |
| - 43 kg        | Chin Yu-fang  | Monica Torres    | Kim Jee-hyang    |
| - 43 kg        | Chin Yu-fang  | Monica Torres    | Sita Kumari Rai  |
| - 47 kg        | Won Sun-jin   | Pai Yun-yiao     | Anita Falieros   |
| - 47 kg        | Won Sun-jin   | Pai Yun-yiao     | Mayumi Pejo      |
| - 51 kg        | Jung Nam-suk  | Diane Murray     | Chen Yian        |
| - 51 kg        | Jung Nam-suk  | Diane Murray     | Aysin Haktanir   |
| - 55 kg        | Kim So-young  | Kim Dotson       | Patrica Mariscal |
| - 55 kg        | Kim So-young  | Kim Dotson       | Raquel Palacios  |
| - 60 kg        | Lee Eun-young | Liu Chao-ching   | Elena Benitez    |
| - 60 kg        | Lee Eun-young | Liu Chao-ching   | Seyda Serafoglu  |
| - 65 kg        | Anita Silsby  | Anne-Mieke Buijs | Ayse Alkaya      |
| - 65 kg        | Anita Silsby  | Anne-Mieke Buijs | Kim Jee-sook     |
| - 70 kg        | Lydia Zele    | Marcia King      | Antonia Vega     |
| - 70 kg        | Lydia Zele    | Marcia King      | Hsu Ju-ya        |
| + 70 kg        | Jung Wan-sook | Yvonne Franssen  | Chun Yang-hsi    |
| + 70 kg        | Jung Wan-sook | Yvonne Franssen  | Yolanda Santana  |

## Medaillenspiegel
| Platz | Land               | Gold | Silber | Bronze | Gesamt |
| ----- | ------------------ | ---- | ------ | ------ | ------ |
| 1     | Südkorea           | 12   | 1      | 2      | 15     |
| 2     | Vereinigte Staaten | 3    | 2      | 2      | 7      |
| 3     | Chinesisch Taipeh  | 1    | 3      | 3      | 7      |
| 4     | Kanada             | -    | 2      | 1      | 3      |
| 5     | Chile              | -    | 2      | -      | 2      |
| 6     | Türkei             | -    | 1      | 4      | 6      |
| 7     | Frankreich         | -    | 1      | 1      | 2      |
| 7     | Mexiko             | -    | 1      | 1      | 2      |
| 7     | Philippinen        | -    | 1      | 1      | 2      |
| 10    | Italien            | -    | 1      | -      | 1      |
|       | Niederlande        | -    | 1      | -      | 1      |
| 12    | Spanien            | -    | -      | 4      | 4      |
| 13    | Iran               | -    | -      | 3      | 3      |
| 14    | Australien         | -    | -      | 2      | 2      |
|       | Ägypten            | -    | -      | 2      | 2      |
|       | BR Deutschland     | -    | -      | 2      | 2      |
| 17    | Finnland           | -    | -      | 1      | 1      |
|       | Saudi-Arabien      | -    | -      | 1      | 1      |
|       | Malaysia           | -    | -      | 1      | 1      |
|       | Nepal              | -    | -      | 1      | 1      |

## Quelle
- Ergebnisseite der WTF (englisch) (Abgerufen am 18. November 2010)